# National Center for Missing & Exploited Children
Das National Center for Missing & Exploited Children (NCMEC) (zu deutsch: „Nationales Zentrum für vermisste und ausgebeutete Kinder“) ist eine private gemeinnützige Organisation, die 1984 vom Kongress der Vereinigten Staaten gegründet wurde. Im September 2013 genehmigten das US-Repräsentantenhaus, der US-Senat und der Präsident der Vereinigten Staaten mit dem „Missing Children's Assistance Reauthorization Act“ von 2013 erneut die Zuweisung von 40 Millionen US-Dollar an Finanzmitteln für das National Center for Missing & Exploited Children.
Das NCMEC bearbeitet Fälle von vermissten oder ausgebeuteten Personen vom Säuglingsalter bis zu Erwachsenen im Alter von 20 Jahren. Die derzeitige Vorsitzende der Organisation ist Michelle C. DeLaune.

## Geschichte

### Gründung und Anfangsjahre
Das National Center for Missing & Exploited Children (Nationales Zentrum für vermisste und ausgebeutete Kinder) wurde 1984 gegründet, angespornt durch bemerkenswerte Kindesentführungen wie die Entführung und Ermordung des sechsjährigen Adam Walsh 1981 aus einem Einkaufszentrum in Hollywood, Florida, und die Entführung des sechsjährigen Etan Patz 1979 aus New York City. Da die Polizei in der Lage war, Informationen über gestohlene Autos, gestohlene Waffen und sogar gestohlene Pferde mit dem nationalen Verbrechenscomputer des FBI aufzuzeichnen und zu verfolgen, glaubte man, dass das Gleiche getan werden sollte, um Kinderopfer und die Entführer, die sie ausbeuteten, zu finden.
1984 verabschiedete der US-Kongress das Gesetz zur Unterstützung vermisster Kinder (Missing Children's Assistance Act), mit dem ein nationales Ressourcenzentrum für vermisste und ausgebeutete Kinder eingerichtet wurde. Am 13. Juni 1984 wurde das National Center for Missing & Exploited Children (Nationales Zentrum für vermisste und ausgebeutete Kinder), das von den Eltern von Adam Walsh, Revé und John Walsh, zusammen mit anderen Kinderfürsprechern gegründet wurde, von Präsident Ronald Reagan in einer Zeremonie im Weißen Haus offiziell eröffnet. Auch die nationale gebührenfreie 24-Stunden-Hotline für vermisste Kinder, 1-800-THE-LOST, wurde eingerichtet.
Das NCMEC wird in erster Linie vom Justizministerium finanziert und fungiert als Informationsclearingstelle und Ressource für Eltern, Kinder, Strafverfolgungsbehörden, Schulen und Gemeinden, um bei der Suche nach vermissten Kindern behilflich zu sein und die Öffentlichkeit über Möglichkeiten zur Verhinderung von Kindesentführung, sexuellem Kindesmissbrauch und Kinderpornografie aufzuklären. John Walsh, Noreen Gosch und andere befürworteten die Einrichtung des Zentrums aufgrund einer erlebten Frustration, die in einem Mangel an Ressourcen und einer nationalen Koordination zwischen Strafverfolgungsbehörden und anderen Regierungsbehörden seinerzeit begründet war.
Das Zentrum stellt Informationen zur Verfügung, um vermisste Kinder (durch elterliche Entführung, Kindesentführung oder Weglaufen von zu Hause) ausfindig zu machen und körperlich und sexuell missbrauchten Kindern zu helfen. In dieser Eigenschaft als Ressource verteilt das NCMEC Fotos von vermissten Kindern und nimmt Tipps und Informationen aus der Öffentlichkeit entgegen. Es koordiniert diese Aktivitäten auch mit zahlreichen staatlichen und bundesstaatlichen Strafverfolgungsbehörden.
Mitte bis Ende der 1980er-Jahre wurde der Spielzeug-Teddy Ruxpin auf dem Höhepunkt seiner Popularität zum offiziellen Markenzeichen des Zentrums. Aufgrund dieser Partnerschaft enthielten einige Kindergeschichten zusätzliche Informationen für Kinder, um sie vor Entführungen, Sexualstraftätern usw. zu schützen. Dies führte unter anderem dazu, dass seine Zeichentrickserie einen Clip mit dem Titel "Schützen Sie sich selbst" enthielt, in dem Sicherheitsinformationen für Kinder von damals beliebten Kinderschauspielern gegeben wurden. Die Beziehung mit dem Teddy-Ruxpin-Bären endete, als bekannt wurde, dass das Spielzeug durch Kinderarbeit hergestellt wurde.
Das Zentrum ist nicht nur auf die Suche nach vermissten Kindern, sondern auch auf die Identifizierung der Verstorbenen spezialisiert. Es gibt eine Reihe von nicht identifizierten Verstorbenen in den USA, darunter einige Kinder, Jugendliche und junge Erwachsene. Wie bei vermissten Kindern werden für die Fälle Plakate angefertigt, und es ist möglich, forensische Gesichtsrekonstruktionen zu zeigen, die eine Einschätzung ihres Aussehens zu Lebzeiten zeigen. Die Rekonstruktionen, die das NCMEC erstellt, gelten als Stand der Technik und wurden des Öfteren fälschlicherweise für Fotos gehalten.
Am 6. April 2018 wurde im Forbes-Magazin bekannt gegeben, dass das US-Justizministerium die Website Backpage.com beschlagnahmt und geschlossen hat, mit der Begründung, sie habe den Menschenhandel häufig erleichtert. NCMEC veröffentlichte hierzu eine Erklärung: "Das National Center for Missing & Exploited Children erfuhr soeben, dass Backpage.com vom FBI, vom IRS und vom U.S. Postal Inspection Service mit analytischer Unterstützung des Joint Regional Intelligence Center beschlagnahmt wurde. Dies ist ein weiterer Schritt im jahrelangen Kampf gegen die Ausbeutung von Kinderopfern, die für Sex auf Backpage.com gekauft und verkauft wurden (…)".
Im Jahr 2019 unterstützte NCMEC die Strafverfolgungsbehörden und Familien mit mehr als 29.000 Fällen von vermissten Kindern.
Die Fälle gliederten sich wie folgt:
- 91 Prozent gefährdete Ausreißer.
- 4 Prozent Familienentführungen.
- 4 Prozent kritisch vermisste Heranwachsende im Alter von 18 bis 20 Jahren.
- Weniger als 1 Prozent Entführungen außerhalb der Familie.
- 1 Prozent verlorene, verletzte oder anderweitig vermisste Kinder.

Von den fast 26.300 Ausreißern, die dem NCMEC im Jahr 2019 gemeldet wurden, war nach Angaben des NCMEC wahrscheinlich jeder sechste ein Opfer des Kindersexhandels.

## CyberTipline
Der NCMEC betreibt die CyberTipline, die vom Kongress eingerichtet wurde, um Berichte über sexuelle Ausbeutung von Kindern (einschließlich Kinderpornografie, Online-Verführung und Kontaktdelikte) zu bearbeiten. Der NCMEC prüft diese Berichte und leitet sie an die zuständige Strafverfolgungsbehörde oder die Internet Crimes Against Children (ICAC) Task Force weiter. Zusätzlich zu den von der berichtenden Partei bereitgestellten Informationen fügt das NCMEC in der Regel Geolokalisierungsinformationen (falls zutreffend) und Querverweise zur Identifizierung von Informationen wie E-Mail-Adresse, Benutzername oder IP-Adresse den bestehenden CyberTipline-Berichten hinzu.
Jeder kann einen Bericht an die CyberTipline erstatten, aber für bestimmte Anbieter elektronischer Dienste, die von der Präsenz von Kinderpornografie auf ihren Systemen Kenntnis erhalten, ist eine Meldung vorgeschrieben, wobei ESPs nicht verpflichtet sind, aktiv nach Kinderpornografie zu suchen oder zu versuchen, Kinderpornografie aufzuspüren. Im Jahr 2018 bearbeitete die CyberTipline 18,4 Millionen Meldungen.

## Anträge in den USA auf Rückgabe von Kindern

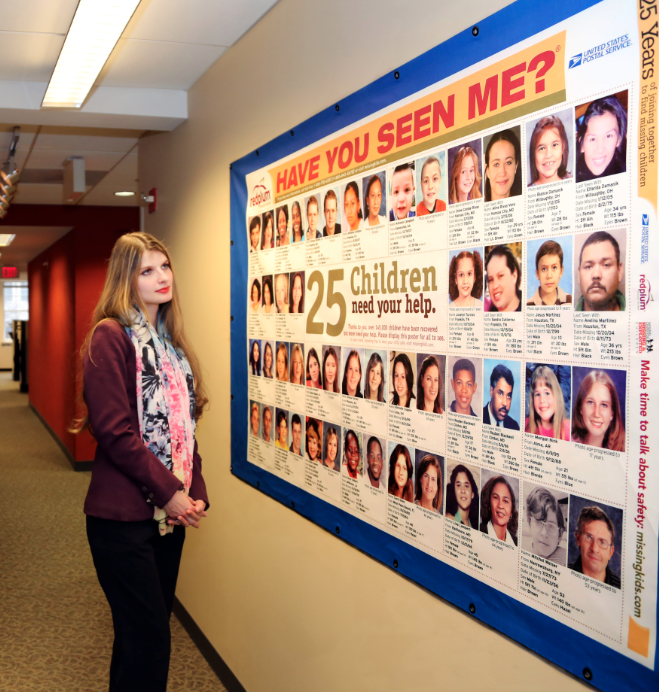
Alicia Kozakiewicz im Hauptquartier des National Center for Missing & Exploited Children in Alexandria, VA

Mit Wirkung vom 5. September 1995 wurden Anträge, die die Rückgabe von oder den Zugang zu Kindern in den USA unter der Haager Konvention über die zivilen Aspekte internationaler Kindesentführung zum Gegenstand haben, über das NCMEC für das US-Außenministerium, Office of Children's Issues, im Auftrag des US-Außenministeriums und des US-Justizministeriums bearbeitet. Am 1. April 2008 übernahm die Regierung wieder die Aufgaben der US-Zentralbehörde für die Bearbeitung eingehender Fälle nach dem Haager Kindesentführungsübereinkommen.

## International
1998 genehmigte der NCMEC-Vorstand die Gründung einer separaten internationalen Organisation, des International Centre for Missing & Exploited Children (ICMEC); die beiden fungieren nun als Schwesterorganisationen. Das ICMEC bekämpft sexuelle Ausbeutung von Kindern, Kinderpornografie und Kindesentführung. Das ICMEC hielt seine erste Vorstandssitzung 1998 ab. Sie wurde im April 1999 offiziell ins Leben gerufen.
Nach den vom National Center for Missing & Exploited Children zusammengestellten Daten wurden zwischen 2011 und 2015 45 Prozent der in Amerika als vermisst gemeldeten Kinder gefunden, nachdem sie zwischen sechs und 11 Monaten vermisst wurden; 27 Prozent wurden gefunden, wenn sie zwischen einem und zwei Jahren vermisst wurden; 19 Prozent, wenn sie zwischen zwei und fünf Jahren vermisst wurden; 5 Prozent zwischen sechs und 10 Jahren; 3 Prozent, wenn sie zwischen 11 und 20 Jahren vermisst wurden; und nur 1 Prozent der vermissten Kinder wurden gefunden, wenn sie seit über 20 Jahren vermisst wurden.
Das ICMEC betreibt zusammen mit dem NCMEC ein globales Netzwerk für vermisste Kinder in 22 Ländern.
Das ICMEC hat Strafverfolgungspersonal aus 121 Ländern geschult, arbeitet mit Strafverfolgungsbehörden in über 100 Ländern zusammen und hat mit Gesetzgebern in 100 Ländern zusammengearbeitet, um neue Gesetze zur Bekämpfung der Kinderpornografie zu verabschieden. ICMEC fördert auch die Schaffung nationaler Einsatzzentren auf der Grundlage eines Modells der öffentlich-privaten Partnerschaft und führt globale Finanz- und Industriekoalitionen zur Ausrottung der sexuellen Ausbeutung von Kindern und der Kinderpornografie an. Das Koons Family Institute on International Law and Policy ist der Forschungsarm des internationalen Zentrums. Im August 2008 erhielt das ICMEC vom Wirtschafts- und Sozialrat der Vereinten Nationen (ECOSOC) den "Special Consultative Status", um die UNO mit seinem Fachwissen über sexuelle Ausbeutung von Kindern und Kindesentführung zu unterstützen.
Das ICMEC arbeitet auch mit der zwischenstaatlichen Organisation Interpol, der interkontinentalen Organisation Amerikanischer Staaten (OAS) und der Haager Konferenz für internationales Privatrecht zusammen.
Des Weiteren ist NCMEC ein Partner von PACT Parents and Abducted Children Together im Vereinigten Königreich.

## Vorstands- und Personalmitglieder
- John F. Clark, ehemaliger Präsident und CEO
- Karen Tandy, ehemalige Vorstandsvorsitzende
- Revé Walsh, Mitgründer
- John Walsh, Mitgründer
- Dennis DeConcini, ehemaliger Senator der Vereinigten Staaten